# Alpenverein Innsbruck
Der Alpenverein Innsbruck ist eine Sektion des Österreichischen Alpenvereins, wurde im Jahr 1869 gegründet und ist aktuell der drittgrößte Sportverein in Österreich hinter dem Alpenverein Edelweiss und dem Alpenverein Austria.

## Hütten
- 2077 m ü. A. Bettelwurfhütte
- 2147 m ü. A. Franz-Senn-Hütte
- 1400 m ü. A. Jugend- und Seminarhaus Obernberg
- 2500 m ü. A. Lalidererspitzen-Biwak
- 1742 m ü. A. Oberissalm
- 1922 m ü. A. Pfeishütte
- 1806 m ü. A. Solsteinhaus

## Kletteranlagen
- Kletterzentrum Innsbruck[2]
- Boulderraum Innsbruck[3]
- Kletterhalle Rum[4]

## Bekannte Mitglieder
- Franz Angerer
- Hermann Buhl
- Karl Forcher-Mayr
- Wilhelm Holzknecht (Willi Holzknecht)
- Adolf Hueber
- Carl Ipsen
- David Lama
- Gustav Linert
- Wastl Mariner (Mariner, Sebastian)
- Josef Öfner
- Leopold Pfaundler von Hadermur
- Otto Stolz
- Karl Zeuner